# 신체 장애
신체 장애 (身體障碍)는 민첩성 또는 체력에 대한 제한이다. 기타 신체적 장애는 호흡 장애, 실명, 간질 및 수면 장애와 같은 일상생활의 다른 측면을 제한하는 장애를 포함한다.

## 신체
1)지체 장애·뇌병변 장애·시각 장애, 2) 청각 장애·평형 기능 장애, 3) 음성·언어 장애 (저작 장애를 포함한다), 4) 지체 부자유, 5) 심장·신장·호흡기·방광·대장·소장·면역 등의 내부 장애의 5종류로 대별된다. 예를 들면 뇌경색으로 쓰러진 사람의 경우, 뇌경색의 후유증에 의해서 생긴 지체 부자유는 동법으로 지원의 대상이 되지만, 아울러 기억 장애 등이 발생해도, 그 자체는 신체 장애로서 인정되지 않는다. 인지증 등, 정신 장애를 합병했을 경우는 정신 보건복지법에 의한 원조의 대상이 된다.
이것들 5종의 장애 중에서 가장 많은 것은 지체 부자유이다. 시각 장애·청각 장애·언어 장애는, 해당자야말로 증가하고 있지만, 전체의 비율로부터 가면 해마다 감소의 일로를 더듬고 있다. 그 한 편, 내부 장애는 해당자·비율 모두 증가하고 있다. 신체 장애인이 증가하고 있는 것에도 불구하고, 내부 장애인의 비율이 증가하고 있는 것은, 하나에는 내부 장애로서 인정되는 기관이 증가한 것, 하나 더에는 내부 장애의 원인이 되는 질병 (당뇨병이나 심장병 등)에 걸리는 사람이 증가했던 것이 이유라고 생각할 수 있다.
신체 장애인은 해마다 증가하고 있다. 신체 장애인에는 고령자가 대부분, 65세 이상의 비율이 60% 이상을 차지하고 있다. 일본의 인구에서의 고령자의 비율이 증가하고 있는 것부터, 향후도 신체 장애인의 인원 수는 증가해 갈 것이라고 생각된다. 또 장애인을 숨기려는 풍조가 약해져, 장애의 인정을 받게 된 것도 한 요인이라고 생각할 수 있다.

## 공적 지원
신체 장애인 및 가족등에의 행정으로부터의 지원은, 주로 신체 장애인 복지법에 근거해 행해지지만, 군인이 전투 등에서 신체 장애인이 되었을 경우에는, 전상 병자 특별 원호법 등에 의한 지원을 받을 수도 있다.
덧붙여 신체 장애인 복지법은 원칙으로서 만 18세 이상이 대상이 되고 있다. 만 18세 미만의 경우는 아동복지법에 근거해 일부 신체 장애인 복지법의 적용을 받아 또 아동복지법 자체에서도 별로 복지 시책을 강구하고 있다. 그 때문에 같은 장애인이어도, 만 18세를 경계로 지원의 내용이나 이용 가능한 시설이 다른 일이 있다. 대상자를 가리키는 호칭도 만 18세 이상은 신체 장애"인"이라고 부르며, 만 18세 미만은 신체 장애"아"라고 부른다. 이것은 지적 장애의 경우도 마찬가지이다.

## 신체 장애인 마크
일본의 도로 교통법에서는 신체 장애인 표지 (이른바 "클로버 마크")로 지체 부자유의 사람이 운전하고 있는 것을 나타낸다.

## 같이 보기
- 자립생활
- 후유증
- 패럴림픽
- 재팬 패럴림픽
- 전국 장애인 스포츠 대회
- 전국 장애인 기능 경기 대회 (어빌림픽)
- 자원봉사
- 세계 신체 장애인 예술가 협회
- 하트빌딩법 → 2007년 1월 1일부터 바리어 프리법
- 중복 장애

### 인물
- 생존자
  - 아침 안개유타카 (가수, 작가)
  - 오토타케 히로타다 (스포츠 라이터)
  - 카와사키 카즈오 (디자인 디렉터)
  - 스가 야아 유미 (넷 아이돌)
  - 연립 주택 히로카즈 (레이싱 드라이버, 패션 디자이너)
  - 하타다니우행 (사진가)
  - 호킹 아오야마 (웃음 탤런트)
  - 호시노부홍 (시인·화가)
  - 마키일 봐 (엔카 가수)
  - 레이나 마리아 (고스펠 싱어)
  - 야시로 에이타 (원·참의원 의원, 중의원 의원, 우정대신)
  - 와타리 테츠야 (배우·가수)
  - 나좌세이지 (댄서)
- 고인·전설 상의 존재
  - 우에다마지조 (프로 레슬러)
  - 에비스생명 (일본 신화에 등장하는 신)
  - 프랭클린 D. 루스벨트 (제32대 미국 대통령)